# Bulharská říše

První bulharská říše v době panování Simeona I.

Bulharská říše je období středověkých bulharských dějin, během kterého se bulharský stát stal jednou z důležitých regionálních mocností jihovýchodní Evropy. Bulharští vládci tedy často bojovali s Byzantskými císaři o vůdčí postavení na Balkáně. Trvání Bulharské říše rozdělujeme do dvou period. První období trvalo cca v letech 681 (uznání existence bulharského státu Byzantskou říší na základě mírové smlouvy) až 1018 (dobytí většiny bulharského území vojsky byzantského císaře Basilea II.). Druhé období Bulharské říše trvá od roku 1185 (vzbouření dvou bulharských velmožů Petra a Asena a založení nového bulharského státu) až do roku 1422 (postupné dobytí a obsazení Osmanskou říší).

## První bulharská říše
Po pádu Starého Velkého Bulharska se část bulharských kmenů vedených chánem Asparuchem vydala k Dunaji, kde po dobytí Dobrudži a Moesie založil Asparuch první bulharskou říši. Původně bulharská elita státu se postupem času asimilovala se zdejší slovanskou populací a po christianizaci se v 9. a 10. století Bulharská říše stává centrem slovanské kultury a zároveň jedním z nejvýznamnějších států Evropy. Souboj s Byzancí o dominantní postavení na Balkáně však prohrála. Po několika úspěšných byzantských taženích byla většina bulharského státu roku 1018 pohlcena Byzantskou říší.

## Druhá bulharská říše

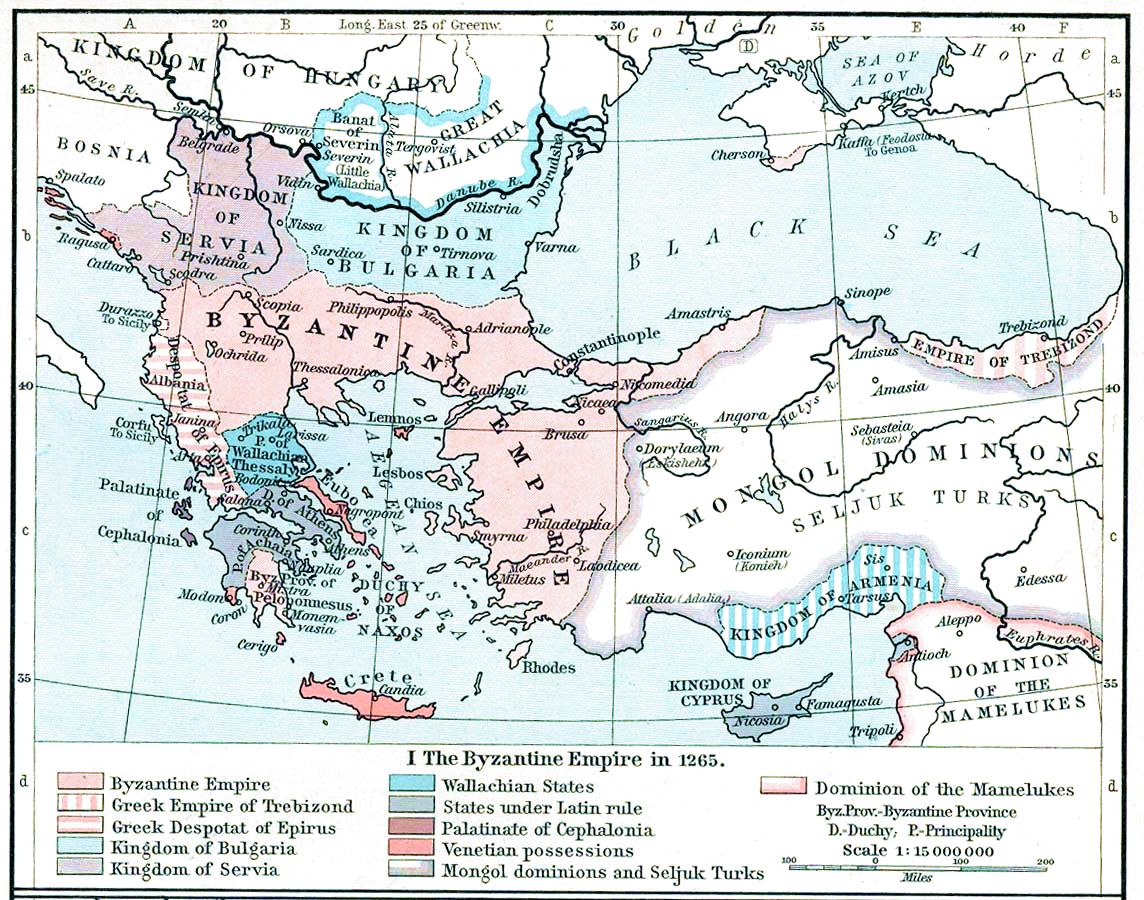
Druhá bulharská říše roku 1265.

Za vlády byzantského rodu Angelovců se Petr a Asen, členové bulharské aristokracie, vzbouřili a vytvořili nový bulharský stát. Nová bulharská říše získala opět silné postavení na Balkáně, zejména po uskutečnění čtvrté křížové výpravy, jejímž důsledkem byl pád Byzantské říše a vytvoření menších křižáckých států na byzantském území. V druhé polovině 14. století se však bulharský stát rozpadl na několik menších samostatných státních útvarů, které byly postupně na přelomu 14. a 15. století obsazeny Osmanskou říší.